# HQ-16
Le HQ-16 est un missile sol-air à guidage radar semi-actif à moyenne portée développé par la République populaire de Chine.

## Développement
Le développement du HQ-16 a commencé en 2005.
Certaines sources affirment que le développement aurait été aidé par la société russe Almaz-Antey, et que le système serait basé sur la combinaison des systèmes de missiles sol-air Bouk-M1 et Bouk-M2.
Military Watch Magazine pense que le système n'est pas une copie du Bouk-M1 et du Bouk-M2. HQ-16 dispose d'un système de lancement vertical, lui donnant une couverture à 360 degrés et la capacité de tirer dans un environnement géographique compliqué, ce qui manque au système Bouk. Le système de missile est monté sur un châssis 6x6 à haute mobilité de conception chinoise au lieu de plates-formes chenillées, ce qui facilite la maintenance et améliore la mobilité routière.
En 2011, le développement a été achevé et le HQ-16 a été officiellement mis en service.
En 2016, une version améliorée nommée HQ-16B a été dévoilée. Grâce à un moteur-fusée amélioré et à des ailes révisées, la portée a été portée à 70 km. La version améliorée semblait également avoir un corps plus long.

## Conception

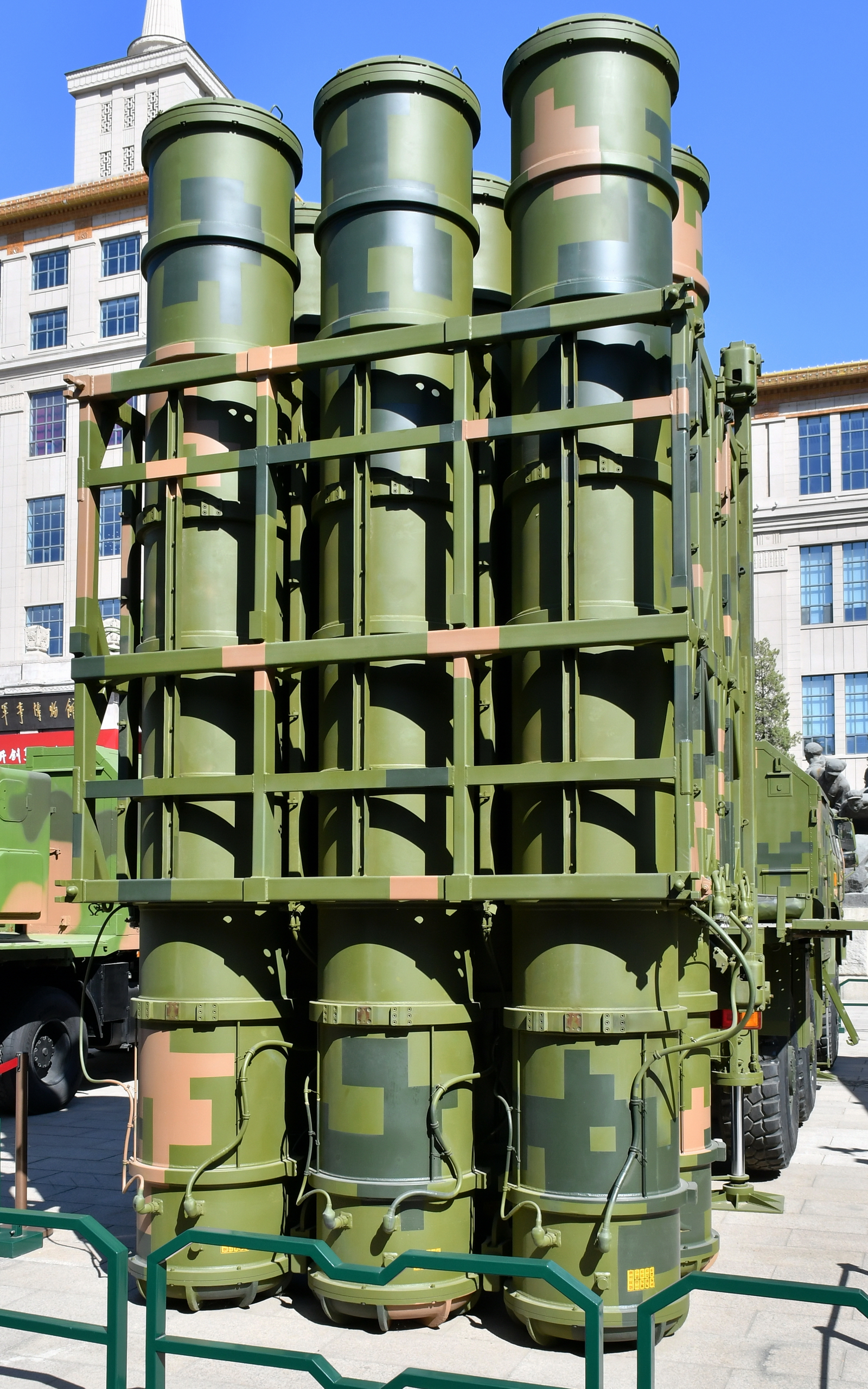
Missiles HQ-16A en position de lancement vertical

Une batterie typique se compose d'un véhicule de commandement, d'un véhicule radar de recherche, de 3 véhicules de guidage radar et de 12 lanceurs. Chaque lanceur transporte jusqu'à 6 missiles. Selon ArmyRecognition, l'équipement de support technique du système comprend un véhicule de transport et de chargement de missiles, un véhicule d'alimentation électrique, un véhicule de maintenance et un équipement de test de missiles. Le véhicule de commandement est chargé d'envoyer des informations sur la cible et des ordres de combat.

### Missile
Le missile HQ-16 pèse 650 kg, a une longueur de 5,2 m et un diamètre de 0,34 m. Il peut intercepter des cibles aériennes volantes à des altitudes de 15 à 18 km. La portée maximale d'interception des avions est de 40 km, entre 3,5 km et 12 km pour les missiles de croisière volant à 300 m/s. Le fabricant affirme que la probabilité de tuer un seul coup est de 85 % contre les avions et de 60 % contre les missiles de croisière. Le missile a une vitesse de 1200 m/s.
Le système de guidage du missile comprend un guidage inertiel et un guidage radar semi-actif en phase terminale.
Il a été signalé que la variante navale du missile était conçue pour intercepter des missiles à rasage de la mer pouvant voler à moins de dix mètres au-dessus de la surface.

### Radar
Une batterie terrestre typique se compose d'un véhicule radar de recherche et de 3 véhicules radar de guidage. Un seul véhicule radar de guidage peut contrôler de deux à quatre véhicules lanceurs, chacun ayant six missiles prêts à être lancés.
Le véhicule radar de recherche est équipé d'un mât sur lequel est monté un radar IBIS 150 bande S 3D PESA,. Lorsqu'une cible est détectée, le radar de recherche effectue automatiquement l'IFF (Identification Friend-or-Foe), l'évaluation de la menace, le traitement de la trajectoire de vol et fournit des informations sur l'engagement de la cible au radar de guidage. Le radar de recherche a une portée de 140 km et peut détecter des cibles volant jusqu'à une altitude de 20 km.
Il peut détecter jusqu'à 144 cibles et en suivre 48 simultanément.
Le véhicule de guidage radar est équipé d'un PESA en bande L qui contrôle le lancement du missile et l'illumination de la cible après le tir du missile. Le radar a une portée de 85 km et peut détecter jusqu'à 6 cibles, en suivre 4 simultanément et contrôler le tir de 8 missiles.

### Véhicule de lancement
Le lanceur est un camion haute mobilité Taian TA5350 6 × 6 développé par "Taian Special Vehicle Company". Il est propulsé par un moteur diesel turbocompressé Deutz AG BF6M1015 de 250 ch produit en Chine sous licence. Le véhicule a une autonomie de 1 000 km et une vitesse maximale sur route de 85 km/h. Il peut gravir une pente jusqu'à 60 % et une pente latérale jusqu'à 30 % ainsi que franchir des obstacles verticaux jusqu'à 0,5 m de haut, des tranchées jusqu'à 0,6 m de profondeur et traverser des eaux jusqu'à 1 m de profondeur sans préparation.
Avant le tir, les roues sont soulevées du sol par 4 vérins hydrauliques et les 6 cartouches de missiles sont inclinées vers une position verticale. Les missiles utilisent un système de lancement à froid.

## Variantes
HQ-16
Variante embarquée lancée à chaud. Créditée d'une portée d'interception de 40 km.
HQ-16E/LY-80N
Version d'exportation de HQ-16.
HQ-16A
Variante terrestre lancée à froid. Créditée d'une gamme de 40 km.
HQ-16AE/LY-80
Version d'exportation du HQ-16A.
HQ-16B
Variante terrestre lancée à froid. Dévoilé en 2016, le HQ-16B aurait une autonomie de 70 km grâce à un moteur-fusée amélioré et à des ailes révisées.
HQ-16BE/LY-80
Version d'exportation de HQ-16B.
HQ-26
Équivalent chinois du SM-3 pour le déploiement naval, équipé d'un moteur de fusée solide à double impulsion pour l'étape finale comme le SM-3. Sa certification est attendue en 2015 au plus tôt.
HQ-16C
HQ-16B amélioré.

## Déploiement

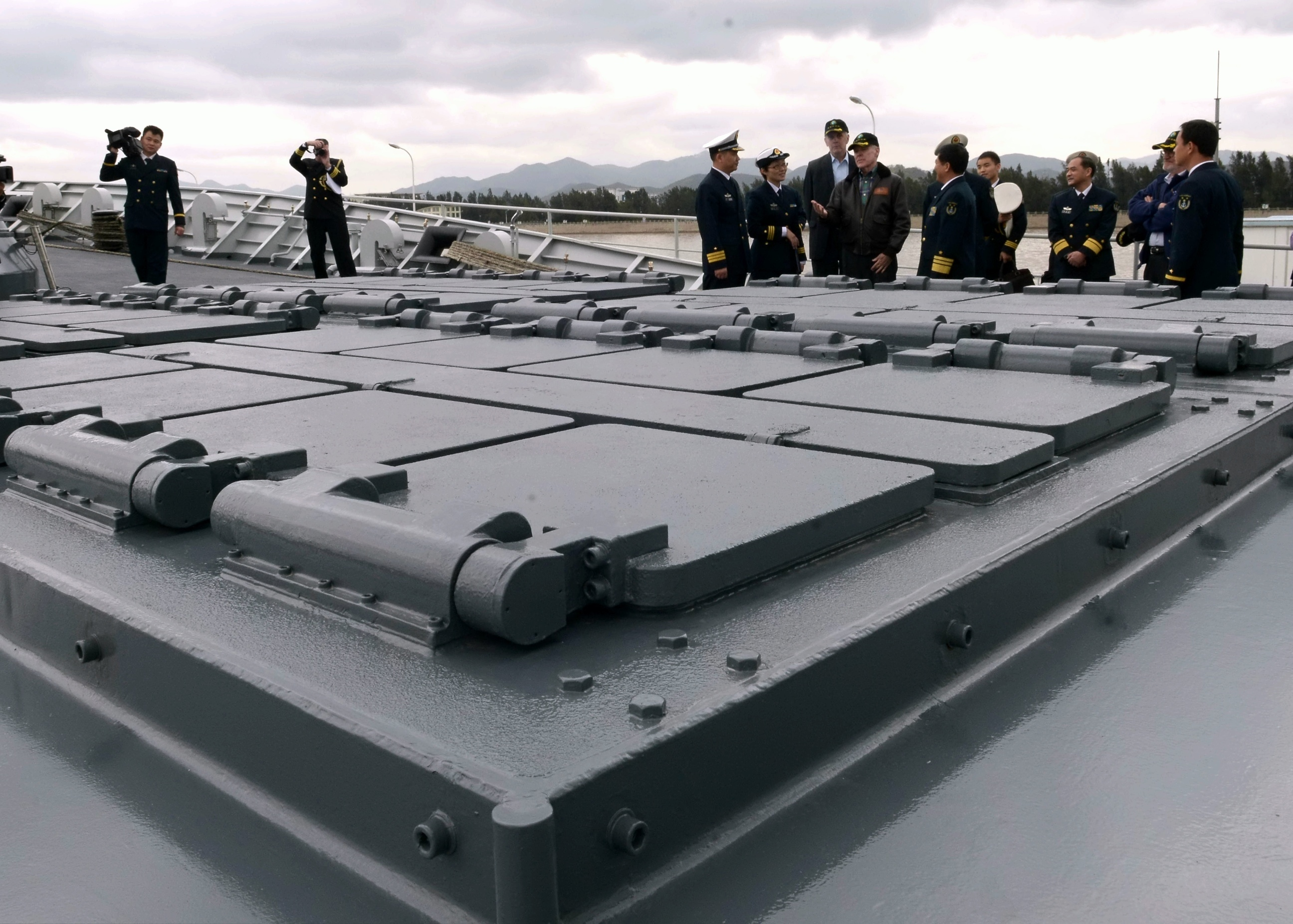
Lanceurs VLS transportant le HQ-16 sur une frégate Type 054A

Le HQ-16A a été adopté par la Force terrestre de l'Armée populaire de libération comme l'un de ses principaux missiles sol-air. De plus, sa version navale HQ-16 est déployée sur les navires de l'APL tels que les frégates Type 054A.
Lors de l'IDEAS 2014, le Pakistan a annoncé qu'il avait commandé trois systèmes HQ-16AE/LY-80 et huit radars IBIS-150 pour respectivement 225,77 millions de dollars et 40 millions de dollars. En 2014-2015, le Pakistan a suivi avec une commande de 373,23 millions de dollars pour six systèmes HQ-16AE supplémentaires.
Le 12 mars 2017, le Pakistan a annoncé qu'il avait entièrement mis en service le LY-80. Au cours de l'exercice militaire Al-Bayza de 2 semaines en 2019, le Pakistan a testé le missile LY-80. L'armée pakistanaise a déployé la batterie HQ-16 en Azad Cachemire.

## Opérateurs
- Chine
  - APL : exploite 200 unités de HQ-16A et HQ-16B SAM[16].
  - Marine Chinoise : exploite un nombre inconnu de variantes navales de missiles à lancement vertical LY-80N pour les frégates de type 054A[20].
- Pakistan
  - Armée Pakistanaise exploite 9 batteries de la variante HQ-16AE[19].